# Lupin III - La principessa della brezza: La città nascosta nel cielo
Lupin III - La principessa della brezza: La città nascosta nel cielo (ルパン三世 princess of the breeze 〜隠された空中都市〜?, Rupan Sansei - princess of the breeze ~Kakusareta kūchū toshi~) è il ventiquattresimo special televisivo animato giapponese dedicato al personaggio di Lupin III nato dalla mente di Monkey Punch, andato in onda per la prima volta su Nippon Television il 15 novembre 2013. In Italia è stato trasmesso l'8 ottobre 2016 alle 23:45 su Italia 1.
Per l'edizione home video, il film è stato semplicemente distribuito con il titolo Lupin the 3rd - La principessa della brezza.

## Trama
Lupin si reca con la sua banda in Europa per trovare i quattro tesori nazionali di Shahalta, una piccola nazione indipendente che sorge nel cuore delle Alpi italiane, e che ha fondato la sua prosperità economica sulla tecnologia per la costruzione di avveniristiche aeronavi alimentate da un particolare tipo di elio. I quattro tesori, se riuniti, potrebbero condurre all'anima di Shahalta, il tesoro perduto della nazione, la cui famiglia reale è stata spodestata diciassette anni prima da un colpo di Stato che ha trasformato il Paese in una repubblica.
Nel corso della sua avventura Lupin si allea con Yutika, una piratessa del cielo la cui banda, in realtà, è costituita dalle poche guardie reali rimaste fedeli al deposto monarca, le quali puntano ad impedire all'oligarca che ha favorito il golpe di mettere le mani sul tesoro. Come se non bastasse, il ladro gentiluomo si trova ad avere a che fare con Rham, un problematico bebè da lui rapito per sbaglio, che Yutika rivela poi essere il figlio di una guardia caduta in missione. Purtroppo per Lupin, il diamante che aveva appena rubato e serviva a trovare il tesoro viene inghiottito da Rham.

## Doppiaggio
L'edizione italiana è stata realizzata per Mediaset dallo studio Logos di Milano, con la supervisione editoriale di Tania Gaspardo. La direzione del doppiaggio è a cura di Alessio Pelicella mentre la traduzione e l'adattamento dei dialoghi sono a opera di Andrea De Cunto.
| Personaggio                                | Doppiatore originale                       | Doppiatore italiano |
| ------------------------------------------ | ------------------------------------------ | ------------------- |
| Lupin III                                  | Kan'ichi Kurita                            | Stefano Onofri      |
| Daisuke Jigen                              | Kiyoshi Kobayashi                          | Alessandro D'Errico |
| Goemon Ishikawa XIII                       | Daisuke Namikawa                           | Antonio Palumbo     |
| Fujiko Mine                                | Miyuki Sawashiro                           | Alessandra Korompay |
| Ispettore Koichi Zenigata                  | Kōichi Yamadera                            | Rodolfo Bianchi     |
| Utika (Yutika)                             | Yui Ishikawa Chika Anzai (da bambina)      | Gaia Bolognesi      |
| Rasha                                      | Kanako Miyamoto Marika Minase (da bambina) | Agnese Marteddu     |
| Sion Adel Bikrobute (Shion Adel Bikrobute) | Hiroshi Kamiya                             | Emanuele Ruzza      |
| Koshal Van Shutelvalt                      | Taiten Kusunoki                            | Pierluigi Astore    |
| Jeva (Ziva)                                | Takayuki Sugō                              | Fabrizio Temperini  |
| Carmila (Carmilla)                         | Akeno Watanabe                             | Perla Liberatori    |
| Bernard                                    | Jun'ichi Suwabe                            | Marco Vivio         |
| Rham                                       | Tomoko Kaneda                              | Paola Majano        |
| Mister G                                   | Shigeru Chiba                              | Massimiliano Plinio |
| Vilar                                      | Jin Yamanoi                                | Fabrizio Pucci      |

## Riferimenti ad altre opere
- Durante il confronto con le guardie del principe di Shahalta, Jigen spara cinque colpi in direzione di un nemico, che riesce tuttavia a respingerli. Subito dopo, però, il pistolero ricompare alle spalle del medesimo nemico, sparandogli alla testa da distanza ravvicinata ed uccidendolo dopo avergli detto "schiva questo", chiara citazione del film Matrix.
- La canzone che accompagna i titoli di coda si intitola Treasures of Time (Tesori del Tempo), ma ha un sottotitolo, cioè Honoo no Takaramono (Tesoro di fiamma), titolo della canzone che apre e chiude il film Il castello di Cagliostro.
- In una scena, Fujiko scava in un archivio al buio usando una torcia, venendo sorpresa alle spalle da Lupin, fintosi un nemico camuffando la voce: è un chiaro riferimento ad una scena del film Il castello di Cagliostro.

## Colonna sonora
Tutte le musiche sono composte da Yūji Ōno.
- Sigla di apertura: THEME FROM LUPIN III [2013 cool ver.], nuova versione del Rupan Sansei no Theme di Yūji Ōno
- Sigla di chiusura: Treasures of Time [Honoo no takaramono] (Treasures of Time [炎のたからもの]? lett. Tesori del tempo [Il tesoro della fiamma]) con la voce di Predawn; testo (in inglese) di Yōko Narahashi, musica e arrangiamento di Yūji Ōno

## Edizioni home video
In Giappone, i DVD e Blu-ray Disc dello special sono in vendita dal 19 febbraio 2014, mentre in Italia sono usciti in vendita dal 6 giugno 2024 all'interno della raccolta LUPIN THE 3rd TV MOVIE COLLECTION 2011-2013 in un cofanetto che comprende anche Lupin III - Il sigillo di sangue, la sirena dell'eternità e Lupin III - La pagina segreta di Marco Polo.

## Errori
Nelle parti iniziali del film ambientate in Italia, gli agenti che inseguono Lupin sono carabinieri, tuttavia nella scena dell'aeroporto di Roma, assieme ai militari che attendono l'ispettore Zenigata, si vede parcheggiata sullo sfondo l'auto della polizia. Un errore uguale era stato commesso in un lungometraggio precedente: Viaggio nel pericolo.